# Nati il 15 giugno
| Questa pagina contiene informazioni ricavate automaticamente dalle voci biografiche con l'ausilio del template Bio e di un bot. L'aggiornamento è periodico e automatico e ricostruisce completamente la pagina. Se manca una persona in questa lista, sei pregato di non aggiungerla, ma accertati piuttosto che la sua voce biografica contenga il template Bio e che i dati anagrafici siano correttamente compilati. Se il template Bio manca, inseriscilo tu stesso o, in alternativa, metti l'avviso {{tmp\|Bio}} che ne segnala la mancanza. Se i dati riportati sono sbagliati, correggi direttamente la voce biografica; le modifiche saranno visibili in questa lista entro pochi giorni. Per chiarimenti vedi il progetto biografie. La lista contiene solo le 1.126 persone che sono citate nell'enciclopedia e per le quali è stato implementato correttamente il template Bio. Pagina aggiornata al 17 ago 2025. |

## I secolo(1)
- 28 - Imperatore Ming, imperatore cinese († 75)

## XIII secolo(1)
- 1287 - Alice de Warenne, nobile britannica († 1338)

## XIV secolo(2)
- 1330 - Edoardo il Principe Nero, nobile britannico († 1376)
- 1397 - Paolo Uccello, pittore italiano († 1475)

## XV secolo(3)
- 1423 - Gabriele Sforza, arcivescovo cattolico italiano († 1457)
- 1479 - Lisa Gherardini, nobildonna italiana († 1542)
- 1497 - Ernesto I di Brunswick-Lüneburg, nobile tedesco († 1546)

## XVI secolo(12)
- 1511 - Bartolomeo Ammannati, scultore e architetto italiano († 1592)
- 1515 - Anne Parr, nobile britannica († 1552)
- 1519 - Henry FitzRoy, I duca di Richmond e Somerset, nobile inglese († 1536)
- 1527 - Jacob Runge, teologo tedesco († 1595)
- 1534 - Enrico I di Montmorency, nobile e militare francese († 1614)
- 1549 - Elizabeth Knollys, nobildonna inglese († 1605)
- 1553 - Ernesto d'Austria, nobile austriaco († 1595)
- 1555 - Moderata Fonte, poetessa italiana († 1592)
- 1558 - Andrea d'Austria, vescovo cattolico, cardinale e abate austriaco († 1600)
- 1570 - Murad Mirza, principe indiano († 1599)
- 1575 - Lelio Biscia, cardinale italiano († 1638)
- 1594 - Nicolas Poussin, pittore francese († 1665)

## XVII secolo(20)
- 1611 - Jan Fyt, pittore, disegnatore e incisore fiammingo († 1661)
- 1614 - Emilia di Oldenburg, nobile tedesca († 1670)
- 1618 - Ippolito Lante Montefeltro della Rovere, I duca di Bomarzo, nobile italiano († 1688)
- 1623 - Cornelis de Witt, politico olandese († 1672)
- 1624 - Hiob Ludolf, orientalista tedesco († 1704)
- 1635 - Bernardino Gentili il Vecchio, ceramista italiano († 1683)
- 1636 - Charles de La Fosse, pittore francese († 1716)
- 1641 - Bernard de La Monnoye, avvocato, poeta e filologo francese († 1728)
- 1645 - Giuseppe Cino, architetto e scultore italiano († 1722)
- 1645 - Sidney Godolphin, I conte di Godolphin, nobile e politico britannico († 1712)
- 1657 - Domenico Ballati-Nerli, vescovo cattolico italiano († 1748)
- 1659 - Claude de Ramezay, funzionario francese († 1724)
- 1664 - Jean Meslier, filosofo e presbitero francese († 1729)
- 1677 - Nicolas Gédoyn, presbitero, traduttore e critico letterario francese († 1744)
- 1678 - Lorenzo Gioeni, vescovo cattolico italiano († 1754)
- 1682 - Franz Georg von Schönborn, arcivescovo cattolico tedesco († 1756)
- 1690 - Jan Aleksander Lipski, cardinale e vescovo cattolico polacco († 1746)
- 1692 - Giovanni Domenico Ferretti, pittore italiano († 1768)
- 1698 - Georg von Browne, generale britannico († 1792)
- 1699 - Anton Corfitz Ulfeldt, nobile, diplomatico e politico austriaco († 1769)

## XVIII secolo(32)
- 1706 - Johann Joachim Kändler, ceramista tedesco († 1775)
- 1707 - Johannes Grubenmann, carpentiere svizzero († 1771)
- 1709 - Luigi di Borbone-Condé, abate francese († 1771)
- 1713 - Niccolò Angelisti, religioso italiano († 1786)
- 1724 - Maria Francesca del Palatinato-Sulzbach, contessa († 1794)
- 1731 - Francesco Antonio Bagnato, architetto tedesco († 1810)
- 1732 - Roberto Costaguti, vescovo cattolico, umanista e oratore italiano († 1818)
- 1736 - Ambrogio Soldani, abate e naturalista italiano († 1808)
- 1739 - Pietro Moscati, medico, anatomista e politico italiano († 1824)
- 1744 - Maria Kristina Kiellström, svedese († 1798)
- 1744 - Semën Romanovič Voroncov, politico e diplomatico russo († 1832)
- 1746 - Charles Louis L'Héritier de Brutelle, magistrato e botanico francese († 1800)
- 1749 - Georg Joseph Vogler, compositore, organista e insegnante tedesco († 1814)
- 1750 - Bernardino Castelli, pittore italiano († 1810)
- 1754 - Juan José Delhuyar, chimico e mineralogista spagnolo († 1796)
- 1755 - Antoine-François de Fourcroy, chimico e medico francese († 1809)
- 1763 - Franz Danzi, compositore, violoncellista e direttore d'orchestra tedesco († 1826)
- 1763 - Kobayashi Issa, poeta e pittore giapponese († 1828)
- 1765 - Johann Gottlieb Friedrich von Bohnenberger, fisico e matematico tedesco († 1831)
- 1765 - Henry Thomas Colebrooke, filologo, orientalista e botanico britannico († 1837)
- 1765 - Domenico Del Frate, pittore italiano († 1821)
- 1767 - Rachel Jackson, first lady statunitense († 1828)
- 1775 - Carlo Porta, poeta italiano († 1821)
- 1778 - Henri Jean-Baptiste Victoire Fradelle, pittore francese († 1865)
- 1780 - Theodor Baillet-Latour, generale austriaco († 1848)
- 1788 - Ekaterina Michajlovna Potëmkina, nobildonna russa († 1872)
- 1789 - Charles Joseph Hullmandel, litografo britannico († 1850)
- 1790 - François-Christian Gau, architetto tedesco († 1853)
- 1791 - Vincenzo Vannini, architetto e ingegnere italiano († 1873)
- 1792 - Thomas Mitchell, esploratore scozzese († 1855)
- 1795 - Gaetano Giorgini, matematico, ingegnere e politico italiano († 1874)
- 1799 - Luigi Natoli, arcivescovo cattolico italiano († 1875)

## XIX secolo(158)
- 1801 - Errico Berardi, patriota e politico italiano († 1862)
- 1801 - Carlo Cattaneo, patriota, filosofo e politico italiano († 1869)
- 1803 - Carlo Giovanni del Liechtenstein, principe austriaco († 1871)
- 1803 - Camillo Romanino, flautista italiano († 1863)
- 1803 - Efisio Tola, patriota italiano († 1833)
- 1804 - Costabile Carducci, patriota italiano († 1848)
- 1805 - John Martin Henni, arcivescovo cattolico svizzero († 1881)
- 1806 - Ferdinando Andreucci, avvocato e politico italiano († 1888)
- 1806 - Manuel Ignacio de Vivanco, politico peruviano († 1873)
- 1807 - Pietro Luigi Albini, giurista e politico italiano († 1863)
- 1807 - Pietro Pagello, italiano († 1898)
- 1808 - Giuseppe Brignone, politico italiano († 1859)
- 1808 - Giuseppe Curci, compositore e direttore d'orchestra italiano († 1877)
- 1808 - Giuseppe Malan, politico italiano († 1886)
- 1809 - François-Xavier Garneau, storico, poeta e notaio canadese († 1866)
- 1809 - Andon Bedros IX Hassoun, cardinale e patriarca cattolico armeno († 1884)
- 1811 - Achille Calzi, incisore, miniatore e pittore italiano († 1850)
- 1814 - Pietro Lasagni, cardinale italiano († 1885)
- 1815 - Daniel Murphy, arcivescovo cattolico irlandese († 1907)
- 1817 - Johann Baptist Chiari, ginecologo austriaco († 1854)
- 1817 - Didaco Macciò, politico italiano († 1862)
- 1817 - Enrico Pollastrini, pittore italiano († 1876)
- 1819 - Juana Manuela Gorriti, scrittrice e giornalista argentina († 1892)
- 1820 - Claude-Auguste Lamy, chimico francese († 1878)
- 1821 - Nikolaj Ivanovič Zaremba, docente e compositore russo († 1879)
- 1822 - Alfonso Corti, anatomista italiano († 1876)
- 1823 - Clemente Rospigliosi, nobile italiano († 1897)
- 1823 - Augusto Carlos Teixeira de Aragão, storico, numismatico e archeologo portoghese († 1903)
- 1824 - Cesare De Sanctis, compositore e direttore d'orchestra italiano († 1916)
- 1825 - Lorenzo Bianchini, pittore italiano († 1892)
- 1825 - Alois Wyrsch, politico svizzero († 1888)
- 1826 - Pietro Cotti, magistrato, avvocato e politico italiano († 1912)
- 1826 - Luigi Ferri, filosofo italiano († 1895)
- 1832 - Louise von Alten, nobildonna tedesca († 1911)
- 1832 - Stefano Galletti, scultore italiano († 1905)
- 1833 - Antonio De Nino, antropologo e storico italiano († 1907)
- 1833 - Theodor Meynert, medico tedesco († 1892)
- 1835 - Adah Isaacs Menken, attrice teatrale, pittrice e poetessa statunitense († 1868)
- 1835 - Constant Moyaux, architetto e pittore francese († 1911)
- 1841 - Felice Franzi, imprenditore italiano († 1918)
- 1842 - Thomas F. Byrnes, investigatore statunitense († 1910)
- 1842 - Otto Schmidt, politico tedesco († 1910)
- 1843 - Francesco De Seta, prefetto e politico italiano († 1911)
- 1843 - Libânia do Carmo Galvão Mexia Telles de Albuquerque, religiosa portoghese († 1899)
- 1843 - Edvard Grieg, compositore e pianista norvegese († 1907)
- 1844 - Charlotte Despard, romanziera britannica († 1939)
- 1845 - Emil Tietze, geologo austriaco († 1931)
- 1846 - Gustave Gobron, imprenditore e politico francese († 1911)
- 1848 - Graham Bower, diplomatico britannico († 1933)
- 1848 - Adolf Lang, architetto ungherese († 1913)
- 1849 - Julius Gersdorff, poeta tedesco († 1907)
- 1849 - Charles Janet, chimico francese († 1932)
- 1850 - John Charles Clegg, calciatore inglese († 1937)
- 1852 - Daniel Burley Woolfall, giurista e dirigente sportivo britannico († 1918)
- 1853 - Harry Bradshaw, allenatore di calcio britannico († 1924)
- 1855 - Adolf Baumgartner, filologo classico e storico tedesco († 1930)
- 1856 - Edward Channing, storico statunitense († 1931)
- 1856 - Cecilia Margaret Harbord, nobildonna inglese († 1934)
- 1856 - Franz Roubaud, pittore russo († 1928)
- 1857 - Mosè Bertoni, botanico e scienziato svizzero († 1929)
- 1857 - Antoni Grabowski, ingegnere, scrittore e esperantista polacco († 1921)
- 1857 - Friedrich Emil Welti, imprenditore e mecenate svizzero († 1940)
- 1858 - Donato Etna, generale e politico italiano († 1938)
- 1858 - Beatrice Morgari, pittrice italiana († 1936)
- 1859 - Arthur Heffter, chimico e farmacologo tedesco († 1925)
- 1860 - Charles Monro, I baronetto, generale britannico († 1929)
- 1861 - Ernestine Schumann-Heink, contralto ceca († 1936)
- 1862 - Frantz Funck-Brentano, storico francese († 1947)
- 1862 - Otto Wiener, fisico tedesco († 1927)
- 1864 - Leandro Bisiach, liutaio italiano († 1945)
- 1864 - Guy Ropartz, compositore e direttore d'orchestra francese († 1955)
- 1865 - Paul Gilson, compositore belga († 1942)
- 1865 - Giulia Cassini Rizzotto, attrice e regista italiana († 1943)
- 1866 - Regina Pinkert, soprano polacca († 1931)
- 1867 - Konstantin Dmitrievič Bal'mont, poeta russo († 1942)
- 1867 - Ivan Grohar, pittore sloveno († 1911)
- 1868 - Georg Fuchs, drammaturgo e regista teatrale tedesco († 1949)
- 1869 - Carolina Maraini Sommaruga, contessa svizzero († 1959)
- 1869 - Euclide Turba, generale italiano († 1917)
- 1870 - Maud Barger-Wallach, tennista statunitense († 1954)
- 1871 - William Hirons, tiratore di fune britannico († 1958)
- 1872 - Bill Burgess, nuotatore e pallanuotista inglese († 1950)
- 1872 - Johanna Gadski, soprano tedesco († 1932)
- 1872 - Cicely Hamilton, scrittrice, giornalista e attrice inglese († 1952)
- 1873 - Max Friedrich Meyer, psicologo tedesco († 1967)
- 1874 - Comtesse de Kermel, tennista francese († 1955)
- 1875 - Libero Andreotti, scultore, illustratore e ceramista italiano († 1933)
- 1875 - Henry Michaud, aviatore e generale francese († 1945)
- 1875 - Isma'il Sidqi, politico egiziano († 1950)
- 1876 - Cosma Manera, militare italiano († 1958)
- 1877 - Antonio Cercariolo, presbitero italiano († 1952)
- 1877 - Arrigo Serpieri, economista, politico e agronomo italiano († 1960)
- 1877 - Alexander von Tunzelmann, navigatore neozelandese († 1957)
- 1878 - Margaret Abbott, golfista statunitense († 1955)
- 1878 - Wollmar Boström, tennista svedese († 1956)
- 1879 - Mustafa al-Nahhas, politico egiziano († 1965)
- 1879 - Matteo Olivero, pittore e scultore italiano († 1932)
- 1879 - Ernst Schultz, velocista danese († 1906)
- 1879 - Henri Wallon, psicologo, pedagogista e filosofo francese († 1962)
- 1880 - Mahlon Hamilton, attore statunitense († 1960)
- 1880 - Osami Nagano, ammiraglio giapponese († 1947)
- 1881 - Elvira Apperti Orsini, scrittrice, poetessa e giornalista italiana († 1958)
- 1881 - Carlo Berruti, sindacalista italiano († 1922)
- 1881 - Paul Cornu, ingegnere francese († 1944)
- 1881 - Eduard Garonne, calciatore svizzero († 1938)
- 1881 - John Gottowt, attore, regista e sceneggiatore austriaco († 1942)
- 1881 - Werner Hegemann, architetto e urbanista tedesco († 1936)
- 1881 - Paul Malisch, nuotatore tedesco († 1970)
- 1882 - Ion Antonescu, generale, politico e criminale di guerra rumeno († 1946)
- 1882 - Mitrofan Borisovič Grekov, pittore sovietico († 1934)
- 1882 - Karl Kaltenbach, tiratore di fune, discobolo e giavellottista tedesco († 1950)
- 1883 - Gino Ciabatti, canottiere italiano († 1944)
- 1883 - Henri Delaunay, arbitro di calcio e dirigente sportivo francese († 1955)
- 1884 - Carlo Ardizzoni, avvocato, politico e editore italiano († 1945)
- 1884 - Timo Bortolotti, scultore italiano († 1954)
- 1884 - Rodney Heath, tennista australiano († 1936)
- 1884 - Harry Langdon, attore, regista e produttore cinematografico statunitense († 1944)
- 1885 - Malvina Hoffman, scultrice statunitense († 1966)
- 1885 - Roland Dorgelès, scrittore e giornalista francese († 1973)
- 1886 - Tomaso Smith, giornalista, scrittore e politico italiano († 1966)
- 1886 - Lu Synd, attrice tedesca († 1978)
- 1887 - Ignazio Aphram I Barsoum, siro († 1957)
- 1887 - Folke Johnson, velista svedese († 1962)
- 1887 - Enea Mattei, imprenditore, ingegnere e filantropo italiano († 1955)
- 1887 - Gaston Tessier, sindacalista francese († 1960)
- 1888 - Ramón López Velarde, poeta e scrittore messicano († 1921)
- 1889 - Francis Cuggy, calciatore e allenatore di calcio inglese († 1965)
- 1889 - Luigi Gagnotto, generale e aviatore italiano († 1958)
- 1889 - Ivan Sharpe, calciatore inglese († 1968)
- 1889 - Hans-Jürgen Stumpff, generale tedesco († 1968)
- 1889 - Mario Tadini Buoninsegni, politico italiano († 1974)
- 1890 - Wilhelm Leuschner, politico tedesco († 1944)
- 1891 - Neil Hamilton Fairley, medico e militare australiano († 1966)
- 1891 - Harry Hebner, nuotatore e pallanuotista statunitense († 1968)
- 1891 - Charles Herlofson, calciatore norvegese († 1968)
- 1891 - Eva Kotchever, scrittrice e attivista polacca († 1943)
- 1891 - Refia Sultan, principessa ottomana († 1938)
- 1892 - Clifford McLaglen, attore britannico († 1978)
- 1892 - Eddie Mosscrop, calciatore inglese († 1980)
- 1892 - Keith Park, aviatore e generale neozelandese († 1975)
- 1894 - Robert Russell Bennett, compositore e arrangiatore statunitense († 1981)
- 1894 - Nikolaj Grigor'evič Čebotarëv, matematico sovietico († 1947)
- 1894 - Salvatore Scoca, magistrato e politico italiano († 1962)
- 1894 - Philip Vian, ammiraglio britannico († 1968)
- 1895 - Dionisio Gallino, calciatore italiano († 1977)
- 1895 - Irina Odoevceva, poetessa e romanziera russa († 1990)
- 1895 - Petter Pedersen, calciatore norvegese († 1929)
- 1896 - Hans-Georg Hildebrandt, generale tedesco († 1967)
- 1896 - Wilhelm Koppe, militare tedesco († 1975)
- 1896 - Inez Clare Verdoorn, botanica sudafricana († 1989)
- 1897 - Mary Ellis, attrice e cantante lirica statunitense († 2003)
- 1897 - Antonio Riberi, cardinale e arcivescovo cattolico italiano († 1967)
- 1897 - Carlo Scorza, politico, giornalista e generale italiano († 1988)
- 1898 - James Lindsay Almond, politico statunitense († 1986)
- 1899 - Herman Hack, attore statunitense († 1967)
- 1899 - Massimo Quaglino, pittore e scultore italiano († 1982)
- 1899 - Titina Rota, costumista, scenografa e pittrice italiana († 1978)
- 1900 - Gotthard Günther, filosofo tedesco († 1984)

## XX secolo(868)
- 1901 - Luigi Riccio, calciatore italiano († 1971)
- 1902 - Gian Piero Bognetti, storico e archeologo italiano († 1963)
- 1902 - Erik Erikson, psicologo e psicoanalista tedesco († 1994)
- 1902 - Ján Poničan, poeta, scrittore e drammaturgo slovacco († 1978)
- 1902 - Max Rudolf, direttore d'orchestra tedesco († 1995)
- 1903 - Victor Brauner, pittore rumeno († 1966)
- 1903 - Georg Betz, ufficiale tedesco († 1945)
- 1903 - Dario Ortolani, giornalista e scrittore italiano († 1980)
- 1904 - Giuseppe Chiarelli, magistrato italiano († 1978)
- 1904 - Anna Mahler, scultrice austriaca († 1988)
- 1904 - Pid Purdy, giocatore di football americano e giocatore di baseball statunitense († 1951)
- 1905 - Jean-Louis Bretteville, calciatore norvegese († 1956)
- 1906 - Guido Artom, scrittore e curatore editoriale italiano († 1982)
- 1906 - Otello Bellei, calciatore italiano († 1971)
- 1906 - Silvano Bresadola, calciatore italiano († 2002)
- 1906 - Léon Degrelle, politico e militare belga († 1994)
- 1906 - Wilhelm von Ketteler, diplomatico tedesco († 1938)
- 1906 - Eivar Widlund, calciatore svedese († 1968)
- 1907 - Guglielmo Cappelletti, politico italiano († 1991)
- 1907 - James Robertson Justice, attore britannico († 1975)
- 1907 - Jules Keignaert, pallanuotista francese († 1994)
- 1907 - Harry Lee, tennista britannico († 1998)
- 1907 - Lojze Spacal, pittore sloveno († 2000)
- 1908 - Václav Bára, calciatore cecoslovacco († 1990)
- 1908 - Maria Carbone, soprano italiano († 2002)
- 1908 - Sam Giancana, mafioso statunitense († 1975)
- 1908 - Gastone Silvano Spinetti, giornalista e funzionario italiano († 1973)
- 1909 - Joe De Santis, attore statunitense († 1989)
- 1909 - Françoise Mézières, fisioterapista francese († 1991)
- 1909 - Carlo Pirzio Biroli, militare e partigiano italiano († 1943)
- 1909 - Zhang Ruifang, attrice cinese († 2012)
- 1910 - Vittore Catella, ingegnere, politico e dirigente sportivo italiano († 2000)
- 1910 - Sulayman Farangiyye, politico libanese († 1992)
- 1910 - David Rose, compositore, arrangiatore e direttore d'orchestra statunitense († 1990)
- 1910 - Raymond Tuckey, tennista britannico († 2005)
- 1911 - Joseph Alcazar, calciatore francese († 1979)
- 1911 - Wilbert Awdry, scrittore e presbitero britannico († 1997)
- 1911 - Tanio Boccia, regista e sceneggiatore italiano († 1982)
- 1911 - Karl Endres, cestista tedesco († 1993)
- 1911 - Augusto Marinoni, lessicografo, filologo e storico italiano († 1997)
- 1911 - Ennio Tamiazzo, pittore e scultore italiano († 1982)
- 1912 - Jindřich Fritz, compositore di scacchi cecoslovacco († 1984)
- 1912 - Li Fenglou, calciatore e allenatore di calcio cinese († 1988)
- 1912 - Kenneth Ross MacKenzie, fisico statunitense († 2002)
- 1912 - Jack McCracken, cestista e allenatore di pallacanestro statunitense († 1958)
- 1912 - John Nelson, generale britannico († 1993)
- 1912 - Franco Volonté, partigiano, sindacalista e operaio italiano († 1977)
- 1913 - George Hesik, cestista e giocatore di baseball statunitense († 1994)
- 1913 - George Ireland, cestista e allenatore di pallacanestro statunitense († 2001)
- 1913 - José Simões, calciatore portoghese († 1944)
- 1913 - Giovanni Sánchez Munárriz, religioso spagnolo († 1936)
- 1913 - Nur Mohammad Taraki, politico afghano († 1979)
- 1913 - Alfredo Vignale, imprenditore italiano († 1969)
- 1913 - Harry Voigt, velocista tedesco († 1986)
- 1914 - Jurij Vladimirovič Andropov, politico e militare sovietico († 1984)
- 1914 - Alfio Caponi, politico, sindacalista e partigiano italiano († 2004)
- 1914 - Gordon Clark, allenatore di calcio inglese († 1997)
- 1914 - Henry Forsberg, compositore di scacchi svedese († 1981)
- 1914 - Raffaello Arcangelo Salimbeni, scultore e pittore italiano († 1991)
- 1914 - Saul Steinberg, disegnatore e illustratore rumeno († 1999)
- 1914 - Joe Triscari, trombettista statunitense († 1961)
- 1915 - Nini Theilade, ballerina danese († 2018)
- 1915 - Thomas Huckle Weller, biologo statunitense († 2008)
- 1916 - Tetsuzō Iwamoto, militare e aviatore giapponese († 1955)
- 1916 - Francis Lopez, compositore francese († 1995)
- 1916 - Giulio Oggioni, vescovo cattolico italiano († 1993)
- 1916 - Herbert Simon, economista, psicologo e informatico statunitense († 2001)
- 1917 - Vincenzo Bellisario, politico italiano († 1969)
- 1917 - John Bennett Fenn, chimico statunitense († 2010)
- 1917 - Walter Forster, attore, autore televisivo e sceneggiatore brasiliano († 1996)
- 1917 - Lash LaRue, attore statunitense († 1996)
- 1918 - Albert Cohen, criminologo statunitense († 2014)
- 1918 - Bill Farrow, cestista statunitense († 2003)
- 1918 - Hal Roach Jr., regista e produttore cinematografico statunitense († 1972)
- 1918 - François Tombalbaye, insegnante, sindacalista e politico ciadiano († 1975)
- 1919 - Andy Aitken, calciatore scozzese († 2000)
- 1919 - Paul Joseph Phạm Đình Tụng, cardinale e arcivescovo cattolico vietnamita († 2009)
- 1919 - Mario Revollo Bravo, cardinale e arcivescovo cattolico colombiano († 1995)
- 1919 - Hans Werthén, ingegnere e dirigente d'azienda svedese († 2000)
- 1920 - Keith Andrews, pilota automobilistico statunitense († 1957)
- 1920 - Claude Boissol, regista e sceneggiatore francese († 2016)
- 1920 - Gustavo Latis, architetto italiano († 2016)
- 1920 - Enzo Mini, marinaio e militare italiano († 1946)
- 1920 - Alberto Sordi, attore, regista e comico italiano († 2003)
- 1920 - James Elms Swett, militare e aviatore statunitense († 2009)
- 1920 - Ilario Zannino, mafioso statunitense († 1996)
- 1921 - Arrigo Benussi, calciatore italiano († 2013)
- 1921 - Charlie Black, cestista statunitense († 1992)
- 1921 - James Emanuel, poeta statunitense († 2013)
- 1921 - Erroll Garner, pianista statunitense († 1977)
- 1921 - Gavriil Abramovič Ilizarov, medico sovietico († 1992)
- 1921 - Angelo Solazzo, calciatore italiano († 2001)
- 1922 - Elio Apih, storico italiano († 2005)
- 1922 - Jaki Byard, pianista, sassofonista e compositore statunitense († 1999)
- 1922 - Renato Del Din, militare e partigiano italiano († 1944)
- 1922 - Walter George Dürst, sceneggiatore, autore televisivo e regista brasiliano († 1997)
- 1922 - Domenico Grosso, ginnasta italiano († 2005)
- 1922 - Raymond L. Knight, militare e aviatore statunitense († 1945)
- 1922 - Ilmar Kullam, cestista sovietico († 2011)
- 1922 - Arthur Thompson, calciatore inglese († 1996)
- 1922 - Mo Udall, politico e cestista statunitense († 1998)
- 1923 - Giulio Campanati, arbitro di calcio e imprenditore italiano († 2011)
- 1923 - Renée Garilhe, schermitrice francese († 1991)
- 1923 - Erland Josephson, attore e regista svedese († 2012)
- 1923 - Johnny Most, giornalista statunitense († 1993)
- 1923 - Ninian Stephen, giurista e politico australiano († 2017)
- 1923 - Jaap van der Veen, cestista olandese († 2022)
- 1924 - Benigno De Grandi, calciatore, allenatore di calcio e dirigente sportivo italiano († 2014)
- 1924 - Hédi Fried, scrittrice rumena († 2022)
- 1924 - Girolamo La Penna, politico italiano († 2005)
- 1924 - Armando Lambruschini, ammiraglio argentino († 2004)
- 1924 - Vittorio Orefice, giornalista italiano († 1998)
- 1924 - Ezer Weizman, politico e generale israeliano († 2005)
- 1925 - Giacomo Bulleri, cuoco e imprenditore italiano († 2019)
- 1925 - Attilâ İlhan, scrittore turco († 2005)
- 1925 - John Sheperd-Barron, inventore scozzese († 2010)
- 1925 - Liliana Tellini, attrice italiana († 1971)
- 1926 - Abdesselem Ben Mohammed, calciatore marocchino († 1965)
- 1926 - Jesús Guzmán, attore spagnolo († 2023)
- 1926 - Herschell Gordon Lewis, regista e produttore cinematografico statunitense († 2016)
- 1927 - Ross Andru, fumettista statunitense († 1993)
- 1927 - Arturo Coste, pallanuotista messicano
- 1927 - Hasan Gemici, lottatore turco († 2001)
- 1927 - Salvatore Pirisi, pittore italiano († 1990)
- 1927 - Hugo Pratt, fumettista e scrittore italiano († 1995)
- 1928 - Irenäus Eibl-Eibesfeldt, etologo austriaco († 2018)
- 1928 - Morgan Jones, attore statunitense († 2012)
- 1928 - Adele Leigh, soprano inglese († 2004)
- 1928 - Ezio Lombardi, ex calciatore italiano
- 1928 - Dino Riva, politico italiano († 2010)
- 1928 - Gilberto Salmoni, scrittore e superstite dell'Olocausto italiano
- 1928 - Kalevi Viskari, ginnasta finlandese († 2018)
- 1929 - Giorgio Albani, ciclista su strada e dirigente sportivo italiano († 2015)
- 1929 - Omar Borrás, allenatore di calcio uruguaiano († 2022)
- 1929 - Renato Izzo, attore, doppiatore e direttore del doppiaggio italiano († 2009)
- 1929 - Lotfi Mansouri, direttore artistico e regista teatrale iraniano († 2013)
- 1929 - Geoffrey Parsons, pianista australiano († 1995)
- 1929 - Mario Renosto, allenatore di calcio e calciatore italiano († 1988)
- 1929 - Giambattista Spampinato, drammaturgo italiano († 2016)
- 1930 - Michel Chaillou, scrittore francese († 2013)
- 1930 - Yvonne Constant, attrice, cantante e ballerina francese († 2023)
- 1930 - Arturo Imedio, cestista, allenatore di pallacanestro e dirigente sportivo spagnolo († 1990)
- 1930 - Jean Paul Guhel, danzatore su ghiaccio francese († 1988)
- 1930 - Pier Luigi Pizzi, regista teatrale, scenografo e costumista italiano
- 1930 - Marcel Pronovost, hockeista su ghiaccio e allenatore di hockey su ghiaccio canadese († 2015)
- 1930 - Emilio Rubbi, economista e politico italiano († 2005)
- 1930 - Odile Versois, attrice francese († 1980)
- 1931 - Ingrid van Bergen, attrice e doppiatrice tedesca
- 1931 - Angelo Colla, calciatore italiano († 2013)
- 1931 - Natale Colla, calciatore italiano († 2014)
- 1931 - Dino Emanuelli, attore e autore televisivo italiano († 2017)
- 1931 - Budd Hopkins, pittore e scultore statunitense († 2011)
- 1931 - Emanuele Pacifici, storico e superstite dell'Olocausto italiano († 2014)
- 1931 - Juan Peréda Asbun, politico e generale boliviano († 2012)
- 1932 - Hrvoje Bartolović, compositore di scacchi croato († 2005)
- 1932 - Mario Cuomo, avvocato e politico statunitense († 2015)
- 1932 - Asnoldo Devonish, triplista e lunghista venezuelano († 1997)
- 1932 - Cheung Kin Man, ex nuotatore hongkonghese
- 1933 - Josep Bazán, nuotatore e pallanuotista spagnolo († 2023)
- 1933 - Sergio Endrigo, cantautore italiano († 2005)
- 1933 - Mark Jones, calciatore inglese († 1958)
- 1933 - Fouad Mebazaâ, politico tunisino († 2025)
- 1933 - Stack Pierce, attore statunitense († 2016)
- 1933 - Mohammad Ali Rajai, politico iraniano († 1981)
- 1933 - Yasukazu Tanaka, ex calciatore giapponese
- 1933 - Iulia Zibulscaia, compositrice, musicologa e pedagoga moldava
- 1933 - Roger Veyron, ex cestista francese
- 1934 - Guy Bedos, attore e umorista francese († 2020)
- 1934 - Hettie Jones, scrittrice, poetessa e editrice statunitense († 2024)
- 1935 - Diego Carpenedo, politico italiano
- 1935 - Gianfranco Da Rin, ex hockeista su ghiaccio italiano
- 1935 - Luciano Gasperini, politico italiano
- 1935 - George Jonas, scrittore e giornalista ungherese († 2016)
- 1935 - Robert Lamartine, calciatore francese († 1990)
- 1935 - Belinda Lee, attrice britannica († 1961)
- 1935 - Felice Riva, imprenditore e dirigente sportivo italiano († 2017)
- 1935 - Aleksandr Nikolaevič Zajcev, scacchista sovietico († 1971)
- 1936 - Claude Brasseur, attore francese († 2020)
- 1936 - William Joseph Levada, cardinale, arcivescovo cattolico e teologo statunitense († 2019)
- 1937 - Costantino Carrozza, attore e regista teatrale italiano († 2016)
- 1937 - Curtis Cokes, pugile e allenatore di pugilato statunitense († 2020)
- 1937 - Herbert Feuerstein, giornalista, comico e conduttore televisivo austriaco († 2020)
- 1937 - Anna Hazare, attivista e sociologo indiano
- 1937 - Waylon Jennings, cantante e musicista statunitense († 2002)
- 1937 - Karl Leister, clarinettista tedesco
- 1937 - Lílian Lemmertz, attrice brasiliana († 1986)
- 1937 - Johnny Sample, giocatore di football americano statunitense († 2005)
- 1938 - Jean-Claude Eloy, musicista e compositore francese
- 1938 - Boris Vladimirovič Ermolaev, regista sovietico
- 1938 - Vito Fumagalli, storico e politico italiano († 1997)
- 1938 - Tony Oxley, batterista britannico († 2023)
- 1938 - Jorge Rivero, attore messicano
- 1939 - Lol Mahamat Choua, politico ciadiano († 2019)
- 1939 - José Gil, filosofo e saggista portoghese
- 1939 - Martha Gultom, ex nuotatrice indonesiana
- 1939 - Brian Jacques, scrittore inglese († 2011)
- 1939 - Pasquale Lombardi, calciatore italiano († 2018)
- 1939 - Juan Martos, ex cestista spagnolo
- 1939 - Daniel Richter, mimo, alpinista e attore statunitense
- 1939 - Enzo Staiola, attore italiano († 2025)
- 1940 - Adolfo Bielli, ex calciatore argentino
- 1940 - Georges Corm, economista, storico e politico libanese († 2024)
- 1940 - Ken Fletcher, tennista australiano († 2006)
- 1940 - Rodolfo Rabanal, scrittore, giornalista e politico argentino († 2020)
- 1940 - Ri Su-yong, politico e diplomatico nordcoreano
- 1940 - Zubaida Tharwat, attrice egiziana († 2016)
- 1940 - Franz Wegner, fisico tedesco
- 1940 - Giorgio Zancanaro, ex ciclista su strada italiano
- 1941 - Seiji Fujie, ex cestista giapponese
- 1941 - Régis Morelon, religioso, storico della scienza e orientalista francese
- 1941 - Harry Nilsson, cantautore e musicista statunitense († 1994)
- 1941 - Giovanni Tinebra, magistrato italiano († 2017)
- 1942 - Ian Greenberg, dirigente d'azienda canadese († 2022)
- 1942 - Nigel Holmes, grafico e illustratore britannico
- 1942 - Peter Norman, velocista australiano († 2006)
- 1943 - Reidar Flaa, calciatore norvegese († 2008)
- 1943 - Johnny Hallyday, cantante e attore francese († 2017)
- 1943 - Xaviera Hollander, scrittrice olandese
- 1943 - Poul Nyrup Rasmussen, politico danese
- 1943 - Lee Shallat-Chemel, regista e produttrice televisiva statunitense
- 1943 - Muff Winwood, compositore, bassista e produttore discografico britannico
- 1944 - Piero Vigorelli, giornalista, scrittore e conduttore televisivo italiano
- 1945 - Wayne Chapman, ex cestista e allenatore di pallacanestro statunitense
- 1945 - Miriam Defensor-Santiago, politica, avvocata e giudice filippina († 2016)
- 1945 - Annie Féolde, cuoca francese
- 1945 - Kunihisa Honda, goista giapponese
- 1945 - Don McGregor, scrittore e sceneggiatore statunitense
- 1945 - Nicola Pagett, attrice britannica († 2021)
- 1945 - Vito Pancella, artista, scultore e incisore italiano († 2005)
- 1945 - Robert Sarah, cardinale e arcivescovo cattolico guineano
- 1945 - Amos Sawyer, politico liberiano († 2022)
- 1945 - Jean-Pierre Staelens, cestista francese († 2000)
- 1946 - Jo Bonfrère, allenatore di calcio e ex calciatore olandese
- 1946 - Giancarlo Canetti, calciatore italiano († 2025)
- 1946 - Pierluigi Conforti, pilota motociclistico italiano
- 1946 - Brigitte Fossey, attrice francese
- 1946 - Noddy Holder, cantante e attore britannico
- 1946 - Roy Holder, attore britannico († 2021)
- 1946 - Jack Horner, paleontologo statunitense
- 1946 - Robert Lipka, statunitense († 2013)
- 1946 - Antonio Roldán, ex pugile messicano
- 1946 - Demis Roussos, cantante e bassista greco († 2015)
- 1946 - Alvis Vitolinš, scacchista lettone († 1997)
- 1947 - Alain Aspect, fisico francese
- 1947 - John Brisker, cestista statunitense
- 1947 - Luciano Cecchinel, poeta italiano
- 1947 - Gheorghe Ciuhandu, politico rumeno
- 1947 - Tim Hunter, regista e sceneggiatore statunitense
- 1947 - Beniamino Pizziol, vescovo cattolico italiano
- 1947 - Lee Purcell, attrice statunitense
- 1947 - Vladimir Romanov, imprenditore e banchiere russo
- 1947 - Dava Sobel, divulgatrice scientifica statunitense
- 1947 - Julian Spalding, critico d'arte, scrittore e giornalista inglese
- 1948 - Cesare Damiano, politico e sindacalista italiano
- 1948 - Mike Holmgren, allenatore di football americano statunitense
- 1948 - Piero Maggini, calciatore italiano († 1984)
- 1948 - Henry McLeish, politico scozzese
- 1948 - Kriengsak Nukulsompratana, ex calciatore thailandese
- 1948 - Gianni Palanca, ex calciatore italiano
- 1948 - Davis Peralta, ex cestista panamense
- 1948 - Zeki Tosun, ex cestista turco
- 1948 - Herb White, ex cestista statunitense
- 1948 - Donald C. Winter, politico statunitense
- 1949 - Dusty Baker, ex giocatore di baseball e allenatore di baseball statunitense
- 1949 - Simon Callow, attore, regista e sceneggiatore britannico
- 1949 - María Teresa Fernández de la Vega, politica spagnola
- 1949 - Klaus Havenstein, ex calciatore tedesco orientale
- 1949 - Russell Hitchcock, musicista e cantante australiano
- 1949 - Luigi Martini, ex calciatore e politico italiano
- 1949 - Rick Rosenthal, regista, sceneggiatore e attore statunitense
- 1949 - Jim Varney, attore, comico e doppiatore statunitense († 2000)
- 1950 - Oscar Damiani, procuratore sportivo e ex calciatore italiano
- 1950 - Paolo Galletti, politico italiano
- 1950 - Ivan Golac, allenatore di calcio e ex calciatore croato
- 1950 - Alain Larrouquis, ex cestista francese
- 1950 - Lakshmi Mittal, imprenditore indiano
- 1950 - Gabriel Charles Palmer-Buckle, arcivescovo cattolico ghanese
- 1950 - Walter Piludu, politico italiano († 2016)
- 1950 - Rainer Sachse, ex calciatore tedesco orientale
- 1950 - Heidi Schüller, ex lunghista e ostacolista tedesca
- 1950 - István Szabó, ex canoista ungherese
- 1950 - Roberto Toppetta, giornalista, saggista e scrittore italiano
- 1950 - Jup Weber, politico lussemburghese († 2021)
- 1951 - Álvaro Colom Caballeros, politico guatemalteco († 2023)
- 1951 - Andrej Lobusov, compositore di scacchi russo († 2010)
- 1951 - Andon Nikolov, ex sollevatore bulgaro
- 1951 - Todd Tiahrt, politico statunitense
- 1951 - Steve Walsh, cantante, tastierista e compositore statunitense
- 1952 - Lorenzo Alaimo, ex ciclista su strada italiano
- 1952 - Dirceu, calciatore brasiliano († 1995)
- 1952 - Ramtane Lamamra, diplomatico e politico algerino
- 1952 - Anastase Murekezi, politico ruandese
- 1952 - Augusto Rocchi, politico e sindacalista italiano
- 1952 - John Toll, direttore della fotografia statunitense
- 1952 - José Torres Cadena, ex arbitro di calcio colombiano
- 1953 - Roberto Antonione, politico italiano
- 1953 - Aldo Aymonino, architetto italiano
- 1953 - Vilma Bardauskienė, ex lunghista sovietica
- 1953 - Gianfranco Brero, attore e conduttore televisivo peruviano
- 1953 - Marc Brickman, designer statunitense
- 1953 - Georges Colomb, vescovo cattolico e missionario francese
- 1953 - Janelle Commissiong, modella trinidadiana
- 1953 - Rosa Maria Fusco, poetessa, saggista e critico letterario italiana
- 1953 - Jean-Pierre Garuet-Lempirou, ex rugbista a 15 e politico francese
- 1953 - Slavoljub Muslin, dirigente sportivo, allenatore di calcio e ex calciatore jugoslavo
- 1953 - Andrea Pamparana, giornalista, scrittore e conduttore radiofonico italiano
- 1953 - Sabiržan Ruziev, ex schermidore sovietico
- 1953 - Xi Jinping, politico cinese
- 1954 - Danial Ahmetov, politico kazako
- 1954 - Jim Belushi, attore, musicista e comico statunitense
- 1954 - Gianluigi Vittorio Castelli, dirigente d'azienda italiano
- 1954 - Giovanni Collino, politico italiano
- 1954 - Terri Gibbs, cantante statunitense
- 1954 - Eduardo Lago, scrittore e traduttore spagnolo
- 1954 - Dan Laustsen, direttore della fotografia danese
- 1954 - Bob McDonnell, politico statunitense
- 1954 - Sebastiano Neri, politico e magistrato italiano
- 1954 - Rudy Pevenage, dirigente sportivo e ex ciclista su strada belga
- 1954 - Paul Rusesabagina, imprenditore ruandese
- 1954 - Zdeňka Šilhavá, ex discobola e pesista ceca
- 1954 - Beverley Whitfield, nuotatrice australiana († 1996)
- 1954 - Lamberto Zannier, diplomatico italiano
- 1955 - Nicole Belloubet, giurista, funzionaria e politica francese
- 1955 - Heriberto Andrés Bodeant Fernández, vescovo cattolico uruguaiano
- 1955 - Ruggiero Cannito, allenatore di calcio e ex calciatore italiano
- 1955 - Stefano Cetica, sindacalista e politico italiano
- 1955 - Diane Desfor, ex tennista statunitense
- 1955 - Polly Draper, attrice, regista e drammaturga statunitense
- 1955 - Camilo Escalona, politico cileno
- 1955 - Amerigo Fontani, attore italiano
- 1955 - Raimundo Frómeta, calciatore cubano († 2024)
- 1955 - Robert Görl, compositore tedesco
- 1955 - Danica Guberinič, ex cestista jugoslava
- 1955 - Julie Hagerty, attrice statunitense
- 1955 - David A. Kennedy, giornalista statunitense († 1984)
- 1955 - Cindy Leadbetter, attrice e modella statunitense
- 1955 - Valerio Merola, conduttore televisivo e autore televisivo italiano
- 1955 - Andy Tennant, ballerino, regista e sceneggiatore statunitense
- 1955 - Thomas Wernersson, ex calciatore svedese
- 1956 - Eduardo Blasco Ferrer, filologo e linguista spagnolo († 2017)
- 1956 - Robin Curtis, attrice statunitense
- 1956 - Linda Haglund, velocista svedese († 2015)
- 1956 - Wiesław Pawluk, sollevatore polacco († 2015)
- 1956 - Bernie Shaw, cantante canadese
- 1956 - Véronique Trinquet, ex schermitrice francese
- 1957 - Dominique Deruddere, regista, sceneggiatore e attore belga
- 1957 - Brad Gillis, chitarrista statunitense
- 1957 - João Paulo de Lima Filho, ex calciatore brasiliano
- 1957 - Igor Sibaldi, scrittore, slavista e drammaturgo italiano
- 1958 - Haxhi Ballgjini, ex calciatore albanese
- 1958 - Stefano Bellaveglia, banchiere italiano († 2006)
- 1958 - Wade Boggs, ex giocatore di baseball statunitense
- 1958 - Riccardo Paletti, pilota automobilistico italiano († 1982)
- 1958 - Giovanni Saonara, politico italiano
- 1959 - Alan Brazil, ex calciatore scozzese
- 1959 - Eileen Davidson, attrice statunitense
- 1959 - Tor Endresen, cantante norvegese
- 1959 - Paul Dennis Etienne, arcivescovo cattolico statunitense
- 1959 - Bettina Köster, cantante, sassofonista e attrice tedesca
- 1959 - Sanja Ožegović, ex cestista jugoslava
- 1959 - Baselios Cleemis Thottunkal, cardinale e arcivescovo cattolico indiano
- 1959 - U-Jin, fumettista giapponese
- 1960 - Didier Courrèges, cavaliere francese
- 1960 - Patrick Edlinger, arrampicatore francese († 2012)
- 1960 - Kim Young-nam, ex lottatore sudcoreano
- 1960 - Michèle Laroque, attrice, regista e sceneggiatrice francese
- 1960 - Fabio Liberatori, musicista e compositore italiano
- 1960 - Mauro Longo, ex ciclista su strada italiano
- 1960 - Long Jeanne Silver, ex attrice pornografica statunitense
- 1960 - Giovanni Tombolato, politico italiano
- 1960 - Gigi Vigliani, imitatore italiano
- 1960 - Graham Williamson, ex mezzofondista britannico
- 1961 - Halvor Asphol, ex saltatore con gli sci norvegese
- 1961 - Laurent Cantet, regista e sceneggiatore francese († 2024)
- 1961 - Jim Hanks, attore statunitense
- 1961 - İsmail Kartal, allenatore di calcio e ex calciatore turco
- 1961 - Dave McAuley, pugile britannico
- 1961 - Ivo Mej, giornalista e conduttore televisivo italiano
- 1961 - Scott Norton, ex wrestler statunitense
- 1962 - Brad Armstrong, wrestler statunitense († 2012)
- 1962 - Martin Earley, ex ciclista su strada e mountain biker irlandese
- 1962 - Fabio Gasti, latinista italiano
- 1962 - Christine Johansson, ex cestista svedese
- 1962 - Marina Mander, scrittrice italiana
- 1962 - Andrea Rost, soprano ungherese
- 1962 - Viktor Solodov, sollevatore sovietico
- 1962 - Gino Sperandio, politico e avvocato italiano
- 1963 - Marina Azjabina, ex ostacolista russa
- 1963 - John Flett, ex rugbista a 15 australiano
- 1963 - Helen Hunt, attrice e regista statunitense
- 1963 - Riccardo Materazzi, ex mezzofondista italiano
- 1963 - Igor' Paklin, ex altista kirghiso
- 1963 - Amalia Pomilio, ex cestista e allenatrice di pallacanestro italiana
- 1963 - Blanca Portillo, attrice spagnola
- 1963 - Lourdes Valera, attrice venezuelana († 2012)
- 1963 - Christophe Ville, ex hockeista su ghiaccio francese
- 1963 - Nigel Walker, ex ostacolista, rugbista a 15 e dirigente d'azienda britannico
- 1963 - Vincent de Swarte, scrittore francese († 2006)
- 1964 - Courteney Cox, attrice, regista e produttrice televisiva statunitense
- 1964 - Mirella Felli, cantante italiana († 2003)
- 1964 - Gu Sang-bum, ex calciatore sudcoreano
- 1964 - Michael Laudrup, allenatore di calcio e ex calciatore danese
- 1964 - Graziano Piazza, attore, regista teatrale e scultore italiano
- 1964 - Pavel Ploc, politico e saltatore con gli sci ceco
- 1964 - Lisa Wilcox, ex sciatrice alpina statunitense
- 1965 - Annelies Bredael, ex canottiera belga
- 1965 - Mark Farrington, ex calciatore inglese
- 1965 - Lars Hinneburg, ex nuotatore tedesco
- 1965 - Rick Larsen, politico statunitense
- 1965 - Kárim Másimov, politico kazako
- 1965 - Philippe Pasqua, pittore e scultore francese
- 1965 - Mauro Pedrazzini, politico liechtensteinese
- 1965 - Adam Smith, politico statunitense
- 1965 - Ashok-Alexander Sridharan, politico tedesco
- 1965 - Maddalena Vadacca, doppiatrice italiana
- 1966 - Roberto Carnevale, pianista, direttore d'orchestra e compositore italiano
- 1966 - Elena Fattori, politica italiana
- 1966 - Alain Gouaméné, allenatore di calcio e ex calciatore ivoriano
- 1966 - Daniel Pinchbeck, filosofo, scrittore e pubblicista statunitense
- 1966 - Uwe Prenzel, ex combinatista nordico tedesco
- 1966 - Hiroyuki Utatane, fumettista giapponese
- 1966 - Raimonds Vējonis, biologo e politico lettone
- 1967 - Roberto Bacci, allenatore di calcio e ex calciatore italiano
- 1967 - Souha Fawaz Bechara, attivista e scrittrice libanese
- 1967 - Byron Dinkins, ex cestista statunitense
- 1967 - Təbriz Həsənov, ex calciatore azero
- 1967 - Paul Kingsman, ex nuotatore neozelandese
- 1967 - Héctor Martínez, ex calciatore paraguaiano
- 1967 - Pavel Muslimov, ex biatleta russo
- 1967 - Francesco Roberti, politico italiano
- 1967 - Yūji Ueda, attore, doppiatore e cantante giapponese
- 1967 - Davide Zanon, allenatore di calcio e ex calciatore italiano
- 1968 - Massimo Fiorio, politico italiano
- 1968 - Károly Güttler, ex nuotatore ungherese
- 1968 - Demetra Hampton, attrice e ex modella statunitense
- 1968 - Marco Martani, sceneggiatore, commediografo e regista italiano
- 1968 - Adam Rapp, scrittore, drammaturgo e sceneggiatore statunitense
- 1968 - Luis Alberto Romero, ex calciatore uruguaiano
- 1968 - Shaun Vandiver, allenatore di pallacanestro e ex cestista statunitense
- 1969 - Sašo Angelov, allenatore di calcio e ex calciatore bulgaro
- 1969 - Linda Cerup-Simonsen, ex velista norvegese
- 1969 - Olivier Clergeau, ex pentatleta francese
- 1969 - Vadim Gerasimov, matematico e programmatore russo
- 1969 - Ice Cube, rapper e attore statunitense
- 1969 - Oliver Kahn, dirigente sportivo e ex calciatore tedesco
- 1969 - Jansher Khan, giocatore di squash pakistano
- 1969 - Roberto Matranga, allenatore di calcio a 5 e ex giocatore di calcio a 5 italiano
- 1969 - Alessandro Mazzola, dirigente sportivo e ex calciatore italiano
- 1969 - Cédric Pioline, ex tennista francese
- 1969 - Maria Pia Timo, attrice, comica e cabarettista italiana
- 1969 - Bashar Warda, arcivescovo cattolico iracheno
- 1970 - Chung Chung-hoon, direttore della fotografia sudcoreano
- 1970 - Sabrina Donadel, conduttrice televisiva italiana
- 1970 - José Manuel Galdames, ex calciatore spagnolo
- 1970 - Blendi Gonxhja, politico albanese
- 1970 - Romuald Licinio, allenatore di sci alpino e ex sciatore alpino francese
- 1970 - Kevin Mullin, politico statunitense
- 1970 - Leah Remini, attrice statunitense
- 1970 - Thomas Rudolph, ex slittinista tedesco
- 1970 - Samir Sellimi, ex calciatore tunisino
- 1970 - Žan Tabak, ex cestista e allenatore di pallacanestro croato
- 1970 - Irene Taylor Brodsky, regista statunitense
- 1971 - José Luis Arrieta, dirigente sportivo e ex ciclista su strada spagnolo
- 1971 - Laurent Bernard, ex cestista francese
- 1971 - Edwin Brienen, regista e sceneggiatore olandese
- 1971 - Jake Busey, attore, musicista e produttore cinematografico statunitense
- 1971 - Gloria Carrá, attrice argentina
- 1971 - Stefano Cioppi, allenatore di pallacanestro e dirigente sportivo italiano
- 1971 - Jurij Hrycyna, ex calciatore sovietico
- 1971 - Olivier Ibanès, ex pentatleta francese
- 1971 - Chrīstos Myriounīs, ex cestista greco
- 1971 - Bif Naked, cantautrice canadese
- 1971 - Patrick Ottoz, ex ostacolista italiano
- 1971 - Chuck Palumbo, ex wrestler e personaggio televisivo statunitense
- 1971 - Kerri Randles, attrice statunitense
- 1971 - Nenad Sakić, allenatore di calcio e ex calciatore serbo
- 1971 - Brent Scott, ex cestista e allenatore di pallacanestro statunitense
- 1971 - Taras Vonjarcha, allenatore di calcio a 5 e ex giocatore di calcio a 5 ucraino
- 1971 - Zlatomir Zagorčić, allenatore di calcio e ex calciatore serbo
- 1972 - Angela Adamoli, ex cestista e allenatrice di pallacanestro italiana
- 1972 - Rachel Brice, ballerina e coreografa statunitense
- 1972 - Luis Alberto Carranza, ex calciatore argentino
- 1972 - Davide Carta, ex pattinatore di velocità su ghiaccio italiano
- 1972 - Marcus Hahnemann, ex calciatore statunitense
- 1972 - Justin Leonard, golfista statunitense
- 1972 - Poppy Montgomery, attrice australiana
- 1972 - Andrea Ra, cantautore e bassista italiano
- 1972 - Carl Thomas, cantautore statunitense
- 1973 - Tore André Flo, dirigente sportivo, allenatore di calcio e ex calciatore norvegese
- 1973 - Neil Patrick Harris, attore, comico e cantante statunitense
- 1973 - Pia Miranda, attrice cinematografica australiana
- 1973 - Sandrinho, ex giocatore di calcio a 5 brasiliano
- 1973 - Greg Vaughan, attore statunitense
- 1974 - Serena Bianchi, nuotatrice artistica italiana
- 1974 - Marzio Bruseghin, ex ciclista su strada italiano
- 1974 - Olivier Guez, scrittore e giornalista francese
- 1974 - Harrison Kamake, ex calciatore papuano
- 1974 - Valeria Morosini, attrice italiana
- 1974 - Daizō Okitsu, ex calciatore giapponese
- 1974 - Ettore Perazzoli, informatico italiano († 2003)
- 1974 - Niklas Skoog, ex calciatore svedese
- 1974 - Towhidi Tabari, miniatore e pittore iraniano
- 1975 - Jim Bridenstine, politico statunitense
- 1975 - C.J. Brown, allenatore di calcio e ex calciatore statunitense
- 1975 - Chiara Civello, cantante, compositrice e polistrumentista italiana
- 1975 - Ira Clark, ex cestista statunitense
- 1975 - Pierre Dharréville, politico, scrittore e giornalista francese
- 1975 - Bruno Marioni, allenatore di calcio e ex calciatore argentino
- 1976 - Evelyn Bazzanella, ex hockeista su ghiaccio italiana
- 1976 - Alessio Corradi, pilota motociclistico italiano
- 1976 - Curtis Enis, ex giocatore di football americano statunitense
- 1976 - Fabão, ex calciatore brasiliano
- 1976 - Ervin Fakaj, opinionista, procuratore sportivo e ex calciatore albanese
- 1976 - Martín Hidalgo, ex calciatore peruviano
- 1976 - José Júnior, ex calciatore brasiliano
- 1976 - Gary Lightbody, cantante e chitarrista britannico
- 1976 - Lúcio Wagner, ex calciatore brasiliano
- 1976 - Dustin Nguyen, fumettista statunitense
- 1976 - Fausto Paravidino, drammaturgo, attore e regista italiano
- 1976 - Esteban Powell, attore statunitense
- 1976 - Russell Van Hout, ex ciclista su strada australiano
- 1977 - Bluetech, disc jockey e produttore discografico statunitense
- 1977 - Alberto Bernardi, allenatore di calcio e calciatore italiano
- 1977 - Michael Doleac, ex cestista statunitense
- 1977 - Mats Levin, ex cestista e allenatore di pallacanestro svedese
- 1977 - Kazys Maksvytis, allenatore di pallacanestro lituano
- 1977 - Brice Tirabassi, pilota di rally francese
- 1977 - Toy, ex calciatore portoghese
- 1977 - Zohar Zimro, maratoneta israeliano
- 1978 - Terry Black, ex cestista statunitense
- 1978 - Wilfred Bouma, allenatore di calcio e ex calciatore olandese
- 1978 - Francesco Bruno, tiratore a segno italiano
- 1978 - Elena Drozina, pallavolista italiana
- 1978 - Martín Gaitán, ex rugbista a 15 e allenatore di rugby a 15 argentino
- 1978 - Bianna Golodryga, giornalista statunitense
- 1978 - Jermaine Hue, ex calciatore giamaicano
- 1978 - Jérôme Moïso, ex cestista francese
- 1978 - Annalisa Monfreda, giornalista italiana
- 1978 - Mohamed Muizzu, politico maldiviano
- 1978 - Graydon Oliver, ex tennista statunitense
- 1978 - Mariasilvia Santilli, giornalista e conduttrice televisiva italiana
- 1978 - Erik van Vreumingen, ex discobolo e pesista olandese
- 1979 - Abdou Alassane Dji Bo, judoka nigerino
- 1979 - Orosco Anonam, ex calciatore nigeriano
- 1979 - Steven Barnett, tuffatore australiano
- 1979 - Petăr Dačev, ex lunghista bulgaro
- 1979 - Christian Di Giuliomaria, ex cestista e allenatore di pallacanestro italiano
- 1979 - Angel Dlamini, regina
- 1979 - Demond Greene, ex cestista e allenatore di pallacanestro statunitense
- 1979 - Vadim Guigolaev, lottatore russo
- 1979 - Julija Nescjarėnka, ex velocista bielorussa
- 1979 - Christian Rahn, allenatore di calcio e ex calciatore tedesco
- 1979 - Achille Ridolfi, attore belga
- 1979 - João Santos, ex cestista portoghese
- 1979 - Kenneth Scicluna, ex calciatore maltese
- 1980 - Mary Carey, ex attrice pornografica, regista e politica statunitense
- 1980 - Christopher Castile, attore statunitense
- 1980 - Almudena Cid, ex ginnasta spagnola
- 1980 - Oleh Junakov, scrittore e giornalista ucraino
- 1980 - Erik Kratz, ex giocatore di baseball statunitense
- 1980 - David Lyons, rugbista a 15 australiano
- 1980 - Manuel Martínez Lara, ex calciatore spagnolo
- 1980 - Meda, cantante kosovaro
- 1980 - Julian Reichelt, giornalista tedesco
- 1980 - Iker Romero, ex pallamanista e allenatore di pallamano spagnolo
- 1980 - Benjamin Varonian, ex ginnasta francese
- 1980 - Milan Zagorac, ex calciatore serbo
- 1981 - Jhonny Baldeón, ex calciatore ecuadoriano
- 1981 - Anja Blieninger, ex sciatrice alpina tedesca
- 1981 - Alessio Garavello, cantante e chitarrista italiano
- 1981 - William Dean Martin, chitarrista statunitense
- 1981 - Alex Mingozzi, tennista italiano
- 1981 - Thiago Monteiro, tennistavolista brasiliano
- 1981 - John Paintsil, ex calciatore e allenatore di calcio ghanese
- 1981 - Roberto Paterlini, scrittore italiano
- 1981 - René Peters, allenatore di calcio e ex calciatore lussemburghese
- 1981 - Alba Reyes, modella portoricana
- 1981 - Nick Sirianni, allenatore di football americano statunitense
- 1981 - Emma Snowsill, triatleta australiana
- 1981 - Jordi Vilasuso, attore statunitense
- 1981 - Marika Zanardi, ex cestista italiana
- 1982 - Dušan Anđelković, ex calciatore serbo
- 1982 - Anna Bilotti, politica italiana
- 1982 - Matt Brase, allenatore di pallacanestro statunitense
- 1982 - Devon Campbell, ex cestista canadese
- 1982 - Katie Chapman, ex calciatrice britannica
- 1982 - Júlio César Coelho de Moraes Júnior, ex calciatore brasiliano
- 1982 - Feyyaz Duman, attore turco
- 1982 - Matilda Ekholm, tennistavolista svedese
- 1982 - Atli Gregersen, calciatore faroese
- 1982 - Mamadi Kaba, calciatore guineano
- 1982 - Rob McClure, attore e cantante statunitense
- 1982 - Paula Morales, attrice e modella uruguaiana
- 1982 - Angelo Rea, procuratore sportivo e ex calciatore italiano
- 1982 - Pavel Solomin, ex calciatore uzbeko
- 1982 - Levente Szijarto, ex cestista rumeno
- 1982 - Carter Trevisani, ex hockeista su ghiaccio canadese
- 1982 - Berit Wiacker, bobbista tedesca
- 1983 - Kristin Amparo, cantante colombiana
- 1983 - Derek Anderson, ex giocatore di football americano statunitense
- 1983 - Greg Brunner, ex cestista statunitense
- 1983 - Cho Eun-ju, modella sudcoreana
- 1983 - Eloy Colombano, ex calciatore argentino
- 1983 - Julia Fischer, violinista tedesca
- 1983 - Diego Fusaro, opinionista e saggista italiano
- 1983 - Han Duan, ex calciatrice cinese
- 1983 - Mike Harris, cestista statunitense
- 1983 - Laura Imbruglia, cantante e chitarrista australiana
- 1983 - Joshua McGuire, schermidore canadese
- 1983 - M'bar N'Diaye, taekwondoka francese
- 1983 - Valeryj Pryemka, schermidore bielorusso
- 1983 - Michael Prysner, politico e attivista statunitense
- 1983 - Rubén Sellés, allenatore di calcio spagnolo
- 1984 - Federico Azcárate, ex calciatore argentino
- 1984 - Amber Coffman, cantante e musicista statunitense
- 1984 - Adrián Cordero Vega, arbitro di calcio spagnolo
- 1984 - İbrahim Dağaşan, allenatore di calcio e ex calciatore turco
- 1984 - Musa El-Tayeb, calciatore sudanese
- 1984 - Héctor Font, ex calciatore spagnolo
- 1984 - Rabea Grand, ex sciatrice alpina svizzera
- 1984 - Eva Hrdinová, ex tennista ceca
- 1984 - Tim Lincecum, giocatore di baseball statunitense
- 1984 - Elena Murzina, ex ginnasta russa
- 1984 - Ray Santiago, attore statunitense
- 1984 - Pablo Santos, tennista spagnolo
- 1984 - Luca Scardoni, hockeista su ghiaccio italiano
- 1984 - Sanna Talonen, ex calciatrice finlandese
- 1984 - Dmytro Zabirčenko, ex cestista e allenatore di pallacanestro ucraino
- 1985 - Diego Arias, ex calciatore colombiano
- 1985 - Ashley Nicole Black, comica, attrice e sceneggiatrice statunitense
- 1985 - Nadine Coyle, cantante nordirlandese
- 1985 - Mike Fiers, giocatore di baseball statunitense
- 1985 - Héctor Hernández Gallegos, cestista messicano
- 1985 - Patrick Ianni, ex calciatore statunitense
- 1985 - Ene Franca Idoko, velocista nigeriana
- 1985 - Francois Louw, ex rugbista a 15 sudafricano
- 1985 - Leilani Mitchell, cestista statunitense
- 1985 - Martin Mutumba, ex calciatore svedese
- 1985 - Chioma Nnamaka, ex cestista svedese
- 1985 - Facundo Parra, ex calciatore argentino
- 1985 - Mosimanegape Ramohibidu, calciatore botswano
- 1985 - Ashley Shields, ex cestista statunitense
- 1985 - D.J. Strawberry, ex cestista statunitense
- 1985 - Zhu Ting, calciatore cinese
- 1986 - Oleksandr Areščenko, scacchista ucraino
- 1986 - Cezar Bononi, wrestler e ex giocatore di football americano brasiliano
- 1986 - Dean Bowditch, ex calciatore inglese
- 1986 - Taghiyoullah Mohamed Denna, calciatore mauritano
- 1986 - Feli, cantante rumena
- 1986 - Stjepan Hauser, violoncellista croato
- 1986 - Salah Mejri, cestista tunisino
- 1986 - Evgenija Šapovalova, fondista russa
- 1986 - Stoya, ex attrice pornografica statunitense
- 1986 - Ada de la Cruz, modella dominicana
- 1987 - Mingo Bile, calciatore angolano
- 1987 - Martí Crespí, ex calciatore spagnolo
- 1987 - Scott Cuthbert, ex calciatore scozzese
- 1987 - Ivy Lebelle, attrice pornografica statunitense
- 1987 - Luís Carlos Lima, ex calciatore brasiliano
- 1987 - Jacobo Mansilla, ex calciatore argentino
- 1987 - Vüqar Nadirov, ex calciatore azero
- 1987 - Rohullah Nikpai, taekwondoka afghano
- 1987 - Eduardo Núñez, ex giocatore di baseball dominicano
- 1987 - Jakub Podaný, ex calciatore ceco
- 1987 - Edison Toloza, ex calciatore colombiano
- 1988 - Barakat Al-Harthi, velocista omanita
- 1988 - Paulus Arajuuri, ex calciatore finlandese
- 1988 - Andrew Brace, arbitro di rugby a 15 irlandese
- 1988 - Jokin Esparza, ex calciatore spagnolo
- 1988 - Ezgi Eyüboğlu, attrice e modella turca
- 1988 - Hanna Folkesson, calciatrice svedese
- 1988 - Sione Fua, giocatore di football americano tongano
- 1988 - Donny Gorter, ex calciatore olandese
- 1988 - Ryūichi Hirashige, ex calciatore giapponese
- 1988 - Mohamed Zahid Hossain, calciatore bangladese
- 1988 - Jennie Johansson, ex nuotatrice svedese
- 1988 - Ruslan Korjan, ex calciatore russo
- 1988 - Jeff Ledbetter, cestista statunitense
- 1988 - Giovanni Legnani, nuotatore italiano
- 1988 - Marin Ljubičić, calciatore croato
- 1988 - Jake Locker, ex giocatore di football americano statunitense
- 1988 - Peter Polansky, tennista canadese
- 1988 - Patrick Reichelt, calciatore tedesco
- 1988 - Kim Tillie, cestista francese
- 1988 - Cristopher Toselli, calciatore cileno
- 1988 - Garrett Williamson, ex cestista statunitense
- 1989 - Bayley, wrestler statunitense
- 1989 - Alexandru Benga, calciatore rumeno
- 1989 - Prince Boley, ex calciatore liberiano
- 1989 - Giada Borgato, ex ciclista su strada e pistard italiana
- 1989 - Víctor Cabedo, ciclista su strada spagnolo († 2012)
- 1989 - Kai van Hese, ex calciatore olandese
- 1989 - Kallum Higginbotham, calciatore inglese
- 1989 - Jason Jung, tennista statunitense
- 1989 - Shōma Kamata, ex calciatore giapponese
- 1989 - Peter Kennaugh, ex pistard e ciclista su strada britannico
- 1989 - Łukasz Krawczuk, velocista polacco
- 1989 - Jefferson Mena, calciatore colombiano
- 1989 - Ramona Papaioannou, velocista cipriota
- 1989 - Alex Puccio, arrampicatrice statunitense
- 1989 - Hassan Rahimi, lottatore iraniano
- 1989 - Santiago Talledo, attore argentino
- 1989 - Teddy Tamgho, ex triplista francese
- 1989 - Jennifer Wakefield, hockeista su ghiaccio canadese
- 1990 - Kendall Bateman, ex pallavolista statunitense
- 1990 - Ana Borges, calciatrice portoghese
- 1990 - Roberto Dellasega, ex saltatore con gli sci italiano
- 1990 - Aslan Dudiev, calciatore russo
- 1990 - Han Kyo-won, calciatore sudcoreano
- 1990 - Martin Hansen, calciatore danese
- 1990 - Mohammed Kalibat, ex calciatore israeliano
- 1990 - Josef Král, pilota automobilistico ceco
- 1990 - Miwa, cantautrice giapponese
- 1990 - Juan Niño, ex calciatore colombiano
- 1990 - Denzel Whitaker, attore statunitense
- 1991 - Zlatan Alomerović, calciatore serbo
- 1991 - Kristina Bannikova, calciatrice estone
- 1991 - Noël van 't End, judoka olandese
- 1991 - Artëm Gorlanov, ex cestista russo
- 1991 - Pascal Groß, calciatore tedesco
- 1991 - Chrystyna Macko, cestista ucraina
- 1991 - Monique Mead, pallavolista statunitense
- 1991 - Valtteri Moren, ex calciatore finlandese
- 1991 - Braian Romero, calciatore argentino
- 1991 - Toms Skujiņš, ciclista su strada lettone
- 1991 - David Wilson, ex triplista e ex giocatore di football americano statunitense
- 1992 - Kristie Ahn, ex tennista statunitense
- 1992 - Hannah Allison, pallavolista statunitense
- 1992 - Warner Hahn, calciatore olandese
- 1992 - Vito Hammershøj Mistrati, calciatore danese
- 1992 - Michał Kopczyński, calciatore polacco
- 1992 - Seo Myung-joon, sciatore freestyle sudcoreano
- 1992 - David van der Poel, ex ciclocrossista e ex ciclista su strada olandese
- 1992 - Mohamed Salah, calciatore egiziano
- 1992 - Dafne Schippers, ex velocista e ex multiplista olandese
- 1992 - Fabian Schmitt, lottatore tedesco
- 1992 - Viktor Schweitzer, hockeista su ghiaccio italiano
- 1992 - Helena Scutt, velista statunitense
- 1992 - Marielle Thompson, sciatrice freestyle canadese
- 1992 - Magnus Walch, ex sciatore alpino austriaco
- 1992 - Parker McCollum, cantante statunitense
- 1992 - Khorlan Zhakansha, lottatore kazako
- 1992 - Arthur Caíke do Nascimento Cruz, calciatore brasiliano
- 1993 - Jay Ajayi, ex giocatore di football americano inglese
- 1993 - Tony Alfaro, calciatore messicano
- 1993 - Kanna Arihara, cantante e attrice giapponese
- 1993 - Annie Barbazza, cantante e polistrumentista italiana
- 1993 - Matheus Bertotto, ex calciatore brasiliano
- 1993 - Sonoko Chiba, calciatrice giapponese
- 1993 - Matteo Chillo, cestista italiano
- 1993 - Irfan Hadžić, calciatore bosniaco
- 1993 - Brett Hundley, giocatore di football americano statunitense
- 1993 - Ihor Korsun, giocatore di calcio a 5 ucraino
- 1993 - Cooper Kupp, giocatore di football americano statunitense
- 1993 - Bewhy, rapper sudcoreano
- 1993 - Giulia Manzotti, cestista italiana
- 1993 - Carolina Marín, giocatrice di badminton spagnola
- 1993 - Green Montana, rapper belga
- 1993 - Luis Morgillo, calciatore venezuelano
- 1993 - Ferris N'Goma, calciatore francese
- 1993 - Nicola Pavan, calciatore italiano
- 1993 - Israel Puerto, calciatore spagnolo
- 1993 - Antōnīs Ranos, calciatore greco
- 1993 - Cody Saintgnue, attore e modello statunitense
- 1993 - Mandé Sayouba, calciatore ivoriano
- 1993 - Alex Silva Quiroga, calciatore uruguaiano
- 1993 - Tang Weixing, goista cinese
- 1993 - Desley Ubbink, calciatore olandese
- 1993 - Aaron Valdes, cestista statunitense
- 1993 - Arman Zangeneh, cestista iraniano
- 1994 - Khamica Bingham, velocista canadese
- 1994 - Giulia Bona, ex cestista italiana
- 1994 - Nevena Božović, cantante serba
- 1994 - Alice Englert, attrice australiana
- 1994 - Virjilio Griggs, velocista panamense
- 1994 - Lukas Görtler, calciatore tedesco
- 1994 - Rina Hidaka, attrice e doppiatrice giapponese
- 1994 - Valentin Jacob, calciatore francese
- 1994 - Vincent Janssen, calciatore olandese
- 1994 - Lee Kiefer, schermitrice statunitense
- 1994 - Jessie Knight, ostacolista e velocista britannica
- 1994 - Dominik Mavra, cestista croato
- 1994 - Brandon McBride, mezzofondista canadese
- 1994 - Jhan Paul Mejía, cestista colombiano
- 1994 - Valerij Pronkin, martellista russo
- 1994 - Dániel Prosser, calciatore ungherese
- 1994 - Sebas Saiz, cestista spagnolo
- 1994 - Sebastian Santin, calciatore austriaco
- 1994 - Kateryna Tabašnyk, altista ucraina
- 1994 - Stephanie Talbot, cestista australiana
- 1994 - Iñaki Williams, calciatore spagnolo
- 1994 - Yussuf Poulsen, calciatore danese
- 1994 - Evgenij Žerbaev, lottatore russo
- 1995 - Issa Baradji, ex calciatore francese
- 1995 - Luciano Benavides, pilota motociclistico argentino
- 1995 - Naya Crittenden, pallavolista statunitense
- 1995 - Anna-Lena Forster, sciatrice alpina tedesca
- 1995 - Victor García, calciatore salvadoregno
- 1995 - Benjamin Garuccio, calciatore australiano
- 1995 - Antoine Gérard, combinatista nordico francese
- 1995 - Érick Gutiérrez, calciatore messicano
- 1995 - Dwayn Holter, calciatore lussemburghese
- 1995 - Egor Kljuka, pallavolista bielorusso
- 1995 - Emmanuel Korir, mezzofondista e velocista keniota
- 1995 - Maximilian Marterer, tennista tedesco
- 1995 - Carlos Pérez Ochoa, calciatore colombiano
- 1995 - Itay Segev, cestista israeliano
- 1995 - Arthur Sissis, pilota motociclistico australiano
- 1995 - Dominic Smith, giocatore di baseball statunitense
- 1995 - Tash Sultana, cantante, polistrumentista e cantautrice australiana
- 1995 - Tucker West, slittinista statunitense
- 1996 - Aliyu Abubakar, calciatore nigeriano
- 1996 - Aurora, cantautrice norvegese
- 1996 - Tia-Adana Belle, ostacolista barbadiana
- 1996 - Mehdi Boukassi, calciatore algerino
- 1996 - Alessandro Casillo, cantante italiano
- 1996 - Alice Clerici, schermitrice italiana
- 1996 - Ayrton Cougo, calciatore uruguaiano
- 1996 - Craig Reynolds, giocatore di football americano statunitense
- 1996 - Rikke Sevecke, ex calciatrice danese
- 1996 - Risa Shimizu, calciatrice giapponese
- 1996 - Vasilīs Toliopoulos, cestista greco
- 1996 - Gustavo Torres, calciatore colombiano
- 1996 - Shona Zammit, calciatrice maltese
- 1997 - Silvia Avegno, pallanuotista italiana
- 1997 - José Balza, calciatore venezuelano
- 1997 - Erten Gazi, cestista cipriota
- 1997 - Albert Guðmundsson, calciatore islandese
- 1997 - Andrij Jakymiv, calciatore ucraino
- 1997 - Madison Kocian, ex ginnasta statunitense
- 1997 - Vít Kopřiva, tennista ceco
- 1997 - Batcheba Louis, calciatrice haitiana
- 1997 - Petra Luterán, atleta e atleta paralimpica ungherese
- 1997 - Đorđe Pešut, ex lottatore e giocatore di football americano serbo
- 1997 - Andrea Vergani, nuotatore italiano
- 1997 - Akwasi Yeboah, cestista ghanese
- 1998 - Trinity Baptiste, cestista statunitense
- 1998 - Rachel Covey, attrice statunitense
- 1998 - Moussa Djenepo, calciatore maliano
- 1998 - Seif Eissa, taekwondoka egiziano
- 1998 - Lassana Faye, calciatore olandese
- 1998 - Jaydon Grant, giocatore di football americano statunitense
- 1998 - Emil Hansson, calciatore norvegese
- 1998 - Chiara Leone, tiratrice a segno svizzera
- 1998 - Hachim Mastour, calciatore marocchino
- 1998 - Geovane, calciatore brasiliano
- 1998 - Wiktoria Pikulik, pistard e ciclista su strada polacca
- 1998 - Aleksandr Samarin, pattinatore artistico su ghiaccio russo
- 1998 - Timothy Schmid, giocatore di football americano svizzero
- 1998 - Filippo Tortu, velocista italiano
- 1999 - Chen Yiwen, tuffatrice cinese
- 1999 - Kaylene Corbett, nuotatrice sudafricana
- 1999 - Daan Heymans, calciatore belga
- 1999 - Fabian Himmelsbach, sciatore alpino tedesco
- 1999 - Kiryl Kaplenka, calciatore bielorusso
- 1999 - Lorenzo Naidon, multiplista italiano
- 1999 - Joshua Nisbet, calciatore australiano
- 1999 - Peso Pluma, cantante e musicista messicano
- 1999 - Weverton Guilherme da Silva Souza, calciatore brasiliano
- 2000 - Mohamed Al-Taay, calciatore iracheno
- 2000 - Chen Qirui, goista taiwanese
- 2000 - Payne Durham, giocatore di football americano statunitense
- 2000 - Ivan Krajčírik, calciatore slovacco
- 2000 - Jérémie Makiese, cantante belga
- 2000 - Mary Moraa, mezzofondista e velocista keniota
- 2000 - Victor Steeman, pilota motociclistico olandese († 2022)
- 2000 - Lukas Tulovic, pilota motociclistico tedesco
- 2000 - Daisuke Yokota, calciatore giapponese

## XXI secolo(28)
- 2001 - Francesco Amatucci, calciatore italiano
- 2001 - Abraham Attah, attore ghanese
- 2001 - Jason Bahamboula, calciatore congolese (Repubblica del Congo)
- 2001 - Mamady Bangré, calciatore burkinabé
- 2001 - Oliver Bias, calciatore tedesco
- 2001 - Oliver Bundgaard, calciatore danese
- 2001 - Olena Djačenko, ginnasta ucraina
- 2001 - Titouan Droguet, tennista francese
- 2001 - Kevin Jensen, calciatore svedese
- 2001 - Magnus Knudsen, calciatore norvegese
- 2001 - Lucile Morat, saltatrice con gli sci francese
- 2001 - Rebecca Mwangi, mezzofondista keniota
- 2001 - Dodô, calciatore brasiliano
- 2001 - Tyjae Spears, giocatore di football americano statunitense
- 2001 - Jan Stölben, fondista tedesco
- 2002 - Ariana Arseneault, tennista canadese
- 2002 - Enis Destan, calciatore turco
- 2002 - Samuel Soares, calciatore portoghese
- 2002 - Ádám Kozák, scacchista ungherese
- 2002 - Jessica Mruzik, pallavolista statunitense
- 2002 - Ibrahim Said, calciatore nigeriano
- 2003 - Pablo Barrios, calciatore spagnolo
- 2004 - Jewison Bennette, calciatore costaricano
- 2004 - Agustín Rodríguez Piendibene, calciatore uruguaiano
- 2004 - Alexis Segovia, calciatore argentino
- 2006 - Pape Daouda Diong, calciatore senegalese
- 2008 - Oliver Martin, snowboarder statunitense
- 2013 - North West, cantante, rapper e attrice statunitense

## Senza anno specificato(1)
- Raymond Li, attore taiwanese